# 照井日出喜
照井 日出喜（てるい ひでき、1950年 - ）は、日本の社会学者、芸術社会学を専攻。2015年3月、北見工業大学教授を定年退職。ヘーゲルの美学、アドルノを中心とするフランクフルト学派、現代ドイツの演劇状況、さらには写真論を研究対象とする。

## 経歴
秋田県美郷町出身。秋田県立秋田高等学校を卒業後、ドイツに留学。1974年にベルリン・フンボルト大学哲学部を卒業し、1978年に一橋大学大学院社会学研究科修士課程修了。1984年、同大学大学院社会学研究科博士後期課程単位取得退学。指導教官は岩崎允胤。北見工業大学工学部共通講座主任兼各専攻共通主任教授を務めた。

## 著作

### 著書
- 『世界ガラス美術全集 : 現代 第６巻』（共編）求竜堂 1992年
- 『フランクフルト学派の批判理論に関する研究』北見工業大学 1999年
- 『現代ドイツの演劇状況に関する芸術社会学的研究』北見工業大学 2003年

### 訳書
- ハイナー・ミュラー『人類の孤独――ドイツについて――』窓社、1992年
- ハイナー・ミュラー『悪こそは未来』こうち書房、1994年
- ユルゲン・クチンスキー『クチンスキー回想録』大月書店、1998年